# Raasdorf
Raasdorf je obec v Rakousku ve spolkové zemi Dolní Rakousy v okrese Gänserndorf.

## Geografie

### Geografická poloha
Raasdorf se nachází ve spolkové zemi Dolní Rakousy v regionu Weinviertel. Rozloha území obce činí 13,2 km², z nichž 1 % je zalesněné.

### Části obce
Území obce Raasdorf se skládá ze dvou částí (v závorce uveden počet obyvatel k 1. 1. 2017):
- Pysdorf (15)
- Raasdorf (638)

### Sousední obce
- na severu: Aderklaa, Deutsch-Wagram, Parbasdorf
- na východě: Markgrafneusiedl, Großhofen
- na jihu: Groß-Enzersdorf
- na západě: Vídeň

## Politika

### Obecní zastupitelstvo
Obecní zastupitelstvo se skládá ze 15 členů. Od komunálních voleb v roce 2015 zastávají následující strany tyto mandáty:
- 11 ÖVP
- 4 SPÖ

### Starosta
Nynějším starostou obce Raasdorf je Walter Krutis ze strany ÖVP.